# Mädchen, Frau etc.
Mädchen, Frau etc. ist ein Roman der britischen Autorin Bernardine Evaristo, welcher im Januar 2021 in der Übersetzung von Tanja Handels beim Tropen Verlag  in deutscher Sprache erschienen ist. Im Original erschien das Buch 2019 unter dem Titel Girl, Woman, Other beim Verlag Hamish Hamilton und wurde in diesem Jahr auch mit dem renommierten Booker Prize ausgezeichnet.

## Handlung
Das Buch beinhaltet die Lebensgeschichten von 12 in Großbritannien lebenden schwarzen Frauen und Diversen unterschiedlichen Alters. Dabei werden jeweils 3 Personen in einem Kapitel zusammengefasst, welche eine besondere Beziehung zueinander haben. 

### Kapitel 1: Amma – Yazz – Dominique
Im ersten Kapitel begegnet der Leser mit Amma, einer ca. 50-jährigen lesbischen, promisken und sehr emotionalen Frau, welche schon lange in der progressiven Kunst- und Theaterszene Londons aktiv ist. Nachdem sie Jahre lang gegen das Establishment gekämpft hat, bekommt sie nun die Gelegenheit im Royal National Theatre ein Theaterstück aufzuführen.
Yazz ist die Tochter von Amma, aus einer Samenspende von Dr. Roland Quartey, einem Universitätsprofessor und schwarzen TV-Intellektuellen, welche Journalistin werden möchte, mindestens genau so selbstbewusst ist wie ihre Mutter und die Ansichten dieser Generation aufzeigt.
Dominique ist eine lesbische Freundin von Amma. Beide waren anfangs zusammen in der Londoner Szene aktiv. Dominique lernte dann Nzinga kennen, mit welcher sie in die Vereinigten Staaten in eine feministische Wohngemeinschaft auswanderte. Nachdem jedoch Nzinga in der Beziehung immer autoritärer wird, flieht Dominique nach Hollywood und wird in der dortigen Kunstszene aktiv.

### Kapitel 2: Carole – Bummi – LaTisha
Carole ist eine der wenige schwarzen Frauen, welche es als Bankerin in einen der Londoner Bank Tower geschafft hat.
Bummi ist Caroles Mutter und ihr Lebensweg führte von der Flucht aus Nigeria nach London, wo sie sich als Reinigungskraft verdingt, da ihr Ehemann an einem Herzinfarkt als überarbeiteter Taxifahrer verstorben ist und sie so Carol allein aufziehen musste. Bummi ist sehr stolz auf die berufliche Karriere ihrer Tochter, aber als diese dann mit Freddy einen Weißen aus der Londoner High Society als Schwiegersohn präsentiert, ist sie damit erstmal nicht einverstanden.
LaTisha ist eine schwarze Schulfreundin von Carole, welche nach ihrer Schulzeit drei Kinder von drei verschiedenen Männer bekommt und diese nun mit einem Job als Verkäuferin in einem Supermarkt allein aufziehen muss.

### Kapitel 3: Shirley – Winsome – Penelope
Shirley ist eine schwarze Lehrerin an einer staatlichen Schule in London. Anfangs ist sie noch sehr idealistisch und an der Förderung der Kinder interessiert, unter anderem fiel Carole unter ihr persönliches Förderprogramm. Privat lernt sie in einer Disco Lennox kennen. Sie gründen eine Familie, aus welcher zwei Töchter hervorgehen.
Winsome ist Shirleys Mutter, welche im Alter mit ihrem Mann nach Barbados ausgewandert ist. Von Shirleys Familie wird sie immer im Urlaub besucht, wobei sie nicht verstehen kann, warum ihre Tochter meist überlastet und unglücklich erscheint.
Penelope ist eine ältere Kollegin von Shirley an der Schule. Anfangs verstehen sie sich überhaupt nicht, mit der Zeit wird das Verhältnis jedoch besser. Penelope wird im Laufe ihres Lebens zweimal geschieden und ihre 2 Kinder aus der ersten Ehe wandern nach Australien oder in die Vereinigten Staaten aus. Als Jugendliche hatte sie von ihren „Eltern“ erfahren, dass sie nicht ihre leiblichen Eltern sind.

### Kapitel 4: Megan/Morgan – Hattie – Grace
Megan fühlte sich als Kind oft nicht wohl, insbesondere von den Erwartungen, welche ihre Eltern an sie hatten. Sie bricht aus diesen Erwartungen aus, beendet die Schule vorzeitig, verändert ihr Aussehen und zieht aus der Wohnung ihrer Eltern aus. In einem Chat lernt sie Bibi kennen, welche früher ein Mann war und so wird Megan mit der Transgender Thematik vertraut. In den von der Gesellschaft vorgegebenen Geschlechterrollen sieht sie ein großes Problem und nennt sich daraufhin Morgan, um ihre Unabhängigkeit von dieser zu präsentieren.
Hattie ist die 93 Jahre alte Oma von Morgan. Sie besitzt eine große Länderei in England und hat ihr Leben lang als Bäuerin gearbeitet. Hattie lernte bei einem Tanztee 1945 einen schwarzen US-amerikanischen Soldaten namens Slim kennen, welchen sie heiratet. Aus der Ehe gehen 2 Kinder hervor, die als Jugendliche nach London ziehen und mit ihren Familien den Landsitz noch an Feiertagen besuchen. Nur Morgan und Bibi zeigen von ihrer Familie Interesse an dem Hof. Als 14-Jährige hatte sie vom schönsten Jungen aus der Dorfschule ein Kind bekommen, welches ihr aber von ihrem Vater weggenommen wurde.
Mit Grace geht die Autorin in der Zeit noch weiter zurück, denn Grace war die Mutter von Hattie. Es wird beschrieben, wie 1895 Daisy die Mutter von Grace von einem Seemann schwanger und von ihrer Familie daraufhin verstoßen wird. Sie versucht Grace allein aufziehen, erkrankt jedoch an Tuberkulose und stirbt. Grace wächst daraufhin in einem Mädchenheim auf, in welchem sie zu einer Magd ausgebildet wird. Sie erregt die Aufmerksamkeit von Joseph Rydendale, der viele Jahre in der British Army gedient hatte und jetzt seinen Landsitz nach dem Tod seiner Eltern wieder aktivieren möchte. Grace hat den Eindruck, dass im Gegensatz zu vielen anderen weißen Männern, Joseph ein anständiger Mann ist und willigt in die Ehe ein. Joseph ist sehr an einem Nachkommen für seine Familie interessiert, aber es ergeben sich große Schwierigkeiten bei den Schwangerschaften von Grace. Sie hat mehrere Fehlgeburten und ein Kind, Lily, stirbt plötzlich nach einem Jahr. Als sie dann noch Hattie bekommt, kann sie erst keine Beziehung zu dem Kind aufbauen, was auch das Verhältnis zu Joseph belastet. Erst nachdem Hattie 2,5 Jahre alt ist, kann sie ihre Tochter als ihr Kind annehmen.

### Kapitel 5: Die Premierenparty
Hier wird die Premierenparty von Ammas Theaterstück beschrieben, auf welcher der Leser viele Personen aus den vorherigen Kapiteln begegnet wie Dominique, Yazz, Morgan, Shirley, welche eine Schulfreundin von Amma war oder auch Carole, deren Ehemann Freddy zu den Sponsoren des Theaters gehört. Amma ist sehr besorgt, dass ihr provokant feministisches Theaterstück von Kritikern und Publikum verrissen wird, was jedoch nicht der Fall ist.

### Epilog
Auf der Suche nach ihren leiblichen Vorfahren findet Penelope heraus, dass Hattie ihre leibliche Mutter ist, welche sie dann auch trifft. Bis dahin war ihr nie bewusst, dass sie auch schwarze Vorfahren hat.

## Schreibstil und Hintergrund
Die Autorin wählt einen, wie sie selbst sagt, experimentellen Stil, bei dem sie kaum Punkte als Satzzeichen nutzt, dafür Zeilenumbrüche bewusst setzt, was eine versartig strukturierte Prosa erzeugt. Evaristo nennt dies selbst Fusion Fiction und es erlaubt ihr eine fließende Sprache, welche sie besser an ihre Figuren herankommen lässt. Weiterhin ist auffallend, dass die literarischen Figuren durch die Meinungen verschiedener Personen dargestellt werden und somit der Leser hier verschiedene Perspektiven erfährt.
Die Autorin, welche selbst sehr durch schwarze US-Literaten geprägt ist, möchte mit ihren Werken eine eigene schwarze britische Stimme erzeugen, wobei auch eigene Lebenserfahrungen in ihr Buch einfließen. So war sie in den 1980er Jahren selbst Mitbegründerin eines Theaters für schwarze Frauen in London, wie ihre Romanfigur Amma.

## Rezeption

### Kommerzieller Erfolg
Der Roman platzierte sich erstmals in der Ausgabe vom 29. Januar 2021 auf der Spiegel-Bestsellerliste, konnte sich 14 Wochen auf dieser 20 Positionen umfassenden Auflistung der am meisten verkauften Hardcover-Bücher in Deutschland festsetzen und erreichte als höchste Platzierung in dieser Zeit in der Ausgabe vom 26. Februar 2021 den 5. Rang. In den Ausgaben Februar, März, April 2021 war es jeweils auf der SWR-Bestenliste geführt.

### Kritik
Das Buch wurde zu seiner Veröffentlichung in den wichtigsten Feuilletons besprochen und generell bescheinigten die Literaturkritiker dem Reigen an Frauenschicksalen ein gelungenes Maß an Empathie sowie eine wirklichkeitsnahe und humorvolle Erzählweise.
So zeigt sich unter anderem Gabriele von Arnim in Deutschlandfunk Kultur von dem Werk begeistert. Bei Anna Vollmer in der FAZ, Anna Auguscik im Deutschlandfunk und auch Dirk Knipphals in der taz wird insbesondere auf die besondere Erzählperspektive verwiesen, indem zum einen die Innenansichten der Person, aber auch was andere über diese denken dargelegt werden. Diese als positiv betrachtete Form der verschiedenen Sichtweisen, wird in diesem Zusammenhang auch als prismatischer Zugang bezeichnet. Etwas kritische Anmerkungen kommen von Marie Schmidt in der Süddeutschen Zeitung als auch Angela Schrader in der Neuen Zürcher Zeitung, welche einige Personen als lehrbuchhaft und konstruiert sehen, insbesondere die Figur Morgan. Neben einer süffigen, temporeichen und witzigen Erzählweise sieht Ijoma Mangold in der Zeit auch die Verwendung von identitätspolitischen Schubladen. Für Xavar von Cranach im Spiegel wie auch für Mangold ist es durch die dauernden schicksalhaften Fügungen sowie den fast durchgängig positiven Ausgang der Lebensgeschichten, teilweise an der Grenze zum Kitsch.